# Jean-Charles Gille-Maisani
Jean-Charles Gille-Maisani (1924-1995) fue un ingeniero formado en Francia y en EE. UU. Trabajó en el Servicio Técnico Aeronáutico francés y, después, desempeñó el cargo de jefe de estudios de la Escuela Superior de Aeronáutica de París. A partir de la década de los 60, enseñó en la Facultad de Ciencias de la Universidad Laval de Quebec (Canadá) automatismo y matemática, habiendo publicado multitud de obras sobre estos temas en colaboración con otros autores. 
En su faceta de médico psiquiatra y psicólogo, publicó también numerosos libros, algunos de ellos especializados en grafología.

## Algunas obras de matemática y ciencias
En colaboración con M. Clique:
- La représentation d´état pour l´étude des systèmes dynamiques, Eyrolles, 1975
- Calcul matriciel et introduction à l´analyse fonctionnnelle, Lidec, Montreal, 1984
- Systèmes linéaires. Équations d´état, Eyrolles, 1984

En colaboración con Paul Decaulne y Marc Pélegrin:
- Servosistemas: teoría y cálculo, Paraninfo, Madrid, 1967
- Systèmes asservis non linéaires, Dunod, París, 1967
- Dynamique de la commande linéaire, Dunod, París, 1985

En colaboración con S. Wegrzyn, Pierre Vidal y O. Palusinski:
- Introduction à l´étude de la stabilité dans les espaces métriques, Dunod, París, 1971

## Algunas obras de psicología ygrafología
- Psicología de la escritura, Editorial Herder, Barcelona, 1991
- Grupo sanguíneo y personalidad, Editorial Herder, Barcelona, 1994
- Écriture de poètes. De Byron à Baudelaire , Dervy-Livres, París, 1977
- Écritures de compositeurs. De Beethoven à Debussy, Dervy-Livres, París, 1978
- Types de Jung et tempéraments dans l’écriture. Correlation avec le groupe sanguin. Utilisation en psychologie appliquée, Maloine, 1978
- Écritures de poètes. Graphologie et poésie. De Sully-Prudhomme à Valéry, Dervy-Livres, Paris, 1981
- Poésie, Musique y Graphologie, Dervy-Livres, París, 1988
- Adam Mickiewicz, poète national de la Pologne. Étude psychanalytique et caractéreologique, Bellarmin, Montreal, 1988

En colaboración con Fanchette Lefebure:
- Graphologie et test de Szondi, 2 tomos, Masson, París, 1990